# Acarterus apicalis
Acarterus apicalis är en tvåvingeart som beskrevs av Sinclair 1996. Acarterus apicalis ingår i släktet Acarterus och familjen puckeldansflugor. Inga underarter finns listade i Catalogue of Life.